# Коккомикоз
Коккомико́з ко́сточковых — болезнь, вызываемая сумчатым грибом лат. Blumeriella jaapii (syn. лат. Blumeriella hiemalis, лат. Соссомусеs hiemalis, конидиальная стадия лат. Cylindrosporium hiemale), поражающая в основном листья косточковых плодовых деревьев.

## Развитие болезни
Первые признаки начавшегося заболевания косточковых плодовых деревьев проявляются главным образом на листьях: поначалу появляются мелкие красноватые пятна, которые по мере прогрессирования болезни увеличиваются в размерах и в дальнейшем сливаются одно с другим. Установившаяся влажная прохладная погода способствует развитию розоватого налёта на ранее образовавшихся пятнах с нижней стороны листа. В случае значительного поражения листья косточковых плодовых деревьев буреют и засыхают, зачастую омертвевшая ткань выпадает, образуя рваные отверстия.

## Распространённость
Коккомикоз косточковых широко распространён на территории США и Западной Европы. В границах бывшего СССР вспышки заболевания регистрировались в Латвии, Эстонии, Белоруссии, Калининградской области, Украине. Развитию и распространению болезни благоприятствуют дождливое лето, обильные росы, сильные туманы, относительно невысокая температура воздуха (около 21°С).

## Меры борьбы
Комплекс мер по профилактике и борьбе с распространением коккомикоза косточковых включает:
- своевременную обработку растений фунгицидами;
- уборку и уничтожение опавших листьев[2].